# Государство Бурят-Монголия
Госуда́рство Буря́т-Монго́лия (бур. Буряад Монгол Улас) — бурятское буферное государство времён Гражданской войны, существовавшее в 1917—1920 годах, и образованное в соответствии с решением I Всебурятского съезда 12 (25) апреля 1917.
Высшим органом государственной власти была Бурят-Монгольская народная дума (Бурнардума).
В связи с падением советской власти в Забайкалье под наступлением белогвардейцев и Чехословацкого корпуса, государство Бурят-Монголия было признано Советами в 1918 году, а затем и «Правительством Забайкальской области» атамана Семёнова.
Государство фактически прекратило своё существование после образования Дальневосточной республики (ДВР), которое разделило Бурят-Монголию пополам: 4 восточных аймака вошли в состав ДВР, 4 западных — в состав РСФСР.

## История
После объявления в 1911 году Внешней Монголией независимости от Китая, в Бурят-Монголии возникает национально-освободительное движение, ставящее своей целью воссоединение с Монголией. Временное правительство, установленное в ходе Февральской революции, было неспособно удержать контроль над дальними регионами России, в том числе и Бурят-Монголией, где существовало много различных политических группировок: большевики, монархисты, панмонголисты и др. 12 (25) апреля 1917 I Всебурятским съездом было провозглашено создание Государства Бурят-Монголия.
Проект государства был предложен Михаилом Богдановым. Согласно ему, в состав Бурят-Монголии включались земли вокруг Байкала, заселённые бурятским населением. Была создана чересполосная национально-территориальная структура. Земли Бурят-Монголии перемежались с землями, заселёнными русскими, и у государства не было единой территории. На I Всебурятском съезде принимается деление бурятских земель на сомоны, хошуны и аймаки. Высшим органом государства стал «Буряад-Монгол уласын суглаан» — Бурнацком, размещённый в Чите и имеющий отделение в Иркутске. Бурнацком вёл независимую финансовую политику, в том числе уже к 1919 году собирал налоги.
В 1918 году из-за установления в Забайкалье власти атамана Семёнова, часть членов Бурнацкома выходит из его состава. Вместо них в его состав вводятся сторонники «белых».
Осенью 1919 года Бурнацком, преобразованный в Бурнардуму, фактически был разгромлен из-за несогласия с политикой атамана Семёнова, однако объявил о своем роспуске лишь в октябре 1920 года.
Тогда же фактически перестало существовать и Государство Бурят-Монголия, в 1921 году разделённое между РСФСР и Дальневосточной республикой. В последней в апреле 1921 года была образована Бурят-Монгольская автономная область. В январе 1922 года в РСФСР образовалась Монголо-Бурятская автономная область.